# Góry Krucze

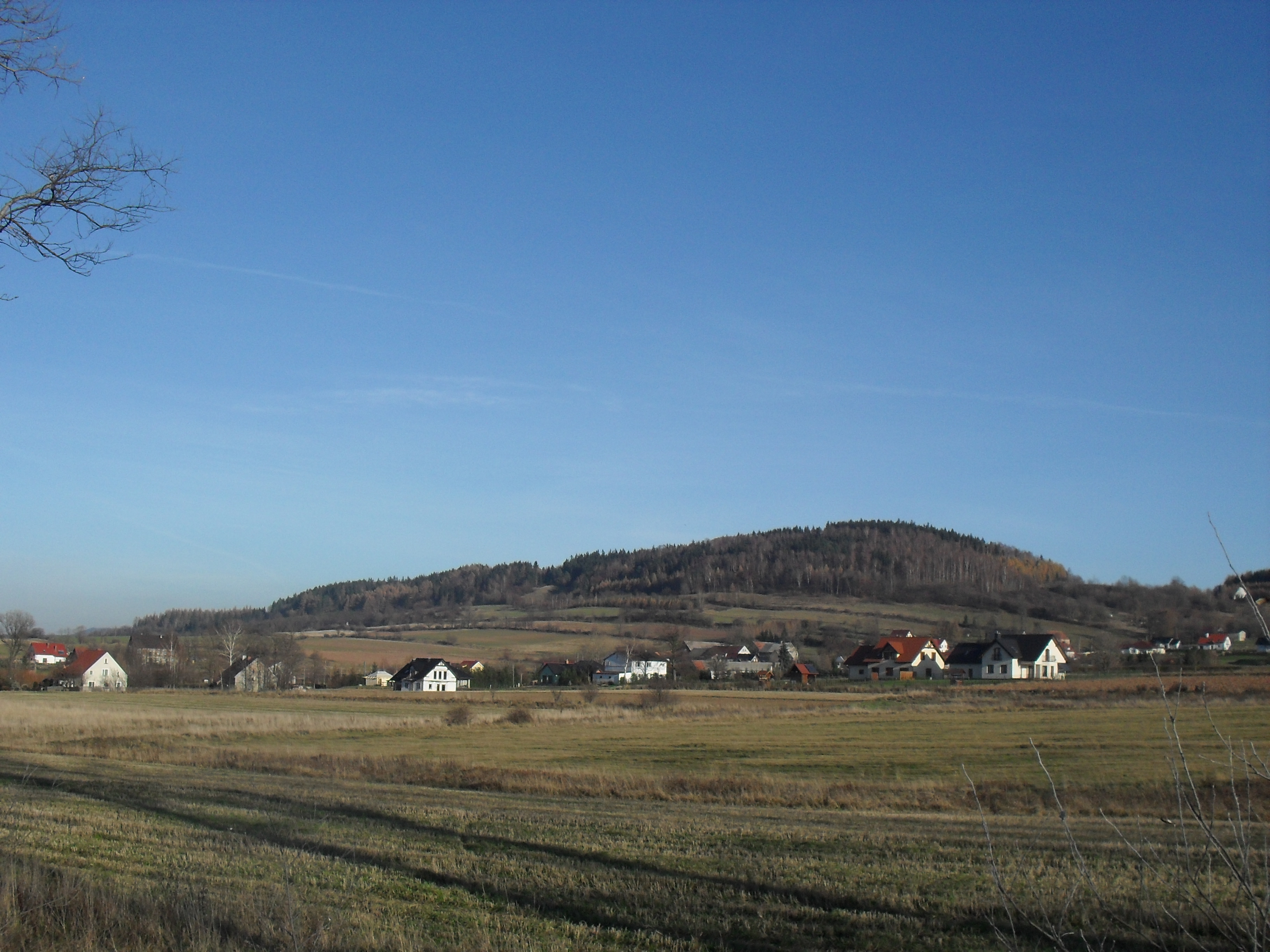
Widok na Długosza z drogi krajowej nr 5 – zjazd do Przedwojowa

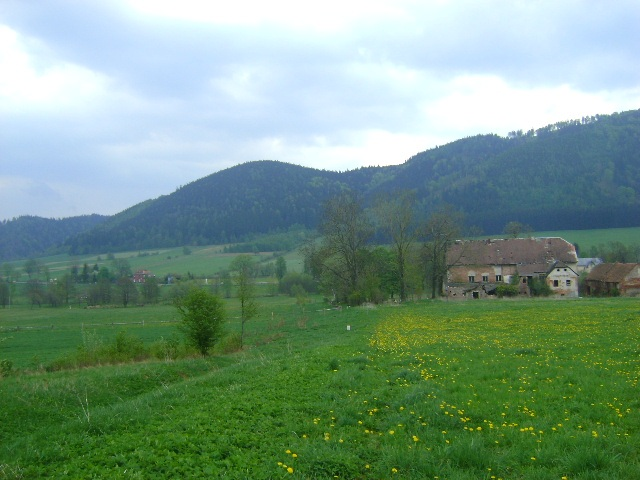
Widok na Sępią Górę i Polską Górę z Bramy Lubawskiej

Góry Krucze (cz.  Vraní hory, niem. Rabengebirge) – zachodnia część Gór Kamiennych, należących do Sudetów Środkowych. Od zachodu i północnego zachodu graniczą z Bramą Lubawską i Karkonoszami, od północnego wschodu z pasmem Czarnego Lasu, od wschodu z Kotliną Krzeszowską i Zaworami, od południa z czeską częścią Gór Stołowych (Broumovská vrchovina; Czesi Góry Krucze traktują jako jej część). Grzbietem południowej części Gór Kruczych biegnie granica polsko-czeska.

## Opis
Pasmo ma przebieg północ-południe, co jest nietypowe dla Sudetów, a spowodowane jest ich budową geologiczną. Na północy rozpoczyna się Kościelną (513 m n.p.m.) w granicach administracyjnych miasta Kamiennej Góry a kończy się Jańskim Wierchem na południu.

## Szczyty
| Polska nazwa   | Czeska nazwa      | Niemiecka nazwa                | Wysokość m n.p.m. |
| -------------- | ----------------- | ------------------------------ | ----------------- |
| Anielska Góra  |                   | Angenelii Berg, Angenelli-Berg | 651               |
| Bogoria        |                   | Geislerberg                    | 645               |
| Bógdał         |                   | Magdalenen Felse               | 747               |
| Buczak         |                   | Buchberg, Buchen Berg          | 587               |
| Długa Góra     |                   | Lange-Berg                     | 635               |
| Długosz        |                   | Langerberg, Der Langer Berg    | 612               |
| Drążona        |                   | Höllen Berg                    | 600               |
| Głazica        |                   | Stein Berg                     | 798               |
| Golicowa Kopa  |                   | Gollkuppe                      | 703               |
| Gołota         |                   | Gölte-Berg                     | 762               |
| Jański Wierch  | Janský vrch       | Johannesberg                   | 697               |
| Jaworowa       |                   | Ulmerberg, Ulmen Berg          | 786               |
| Kierz          |                   | Die Kerze                      | 662               |
| Kobyla Góra    | Dlouhá straň      | Fleischerberg, Fleischer Berg  | 758               |
| Końska         |                   | Pferde Berg                    | 813               |
| Kościelna      |                   | Kirchberg                      | 513               |
|                | Královecký Špičák | Königshaner Spitzberg          | 881               |
| Krucza Skała   |                   | Rabenstein                     | 681               |
| Kurek          |                   | Hahnberg                       | 548               |
| Leszczówka     |                   | Hasenberg                      | 680               |
| Lipowiec       |                   | Lindenberg, Linden Berg        | 605               |
| Miejska Górka  |                   | Kahleberg, Kahle Berg          | 650               |
| Młynarz        |                   | Mühl Berg                      | 573               |
| Mrowiniec      |                   | Ameisen Hügel                  | 817               |
| Owcza Głowa    |                   | Schafberg, Schaf Berg          | 753               |
| Parkowa        |                   | Krichberg                      | 510               |
| Pliszczyna     |                   | Fleischer Berg                 | 735               |
| Płonina        |                   | Palm Berg                      | 626               |
| Polska Góra    |                   | Gotschenberg                   | 792               |
| Pośrednia      |                   | Mittelberg                     | 789               |
| Pustelnia      |                   | Einsiedelberg                  | 683               |
| Rudna          |                   | Rothe Höhe                     | 528               |
| Sądowa Góra    |                   | Gerichtsberg, Geriths-berg     | 538               |
| Sępia Góra     |                   |                                | 740               |
| Skowroniec     |                   | Lechenberg                     | 581               |
| Skowrończa     |                   |                                | 707               |
| Sołtysia       |                   | Scholzenberg, Scholzen Berg    | 640               |
| Starzec        |                   | Der alte Berg                  | 722               |
| Szeroka        |                   | Der breite Berg                | 842               |
| Szubianka      |                   | Galgenberg, Galgen Berg        | 513               |
| Święta Góra    |                   | Heiligerberg, Heiliger Berg    | 701               |
| Świstak        |                   | Pfeifferberg                   | 678               |
| Trzy Kawałki   |                   | Die Drei Stücke                | 598               |
| Wiązowa        |                   | Ulmen Berg                     | 800               |
| Widok          |                   | Aussicht                       | 712               |
| Wronie Wzgórze |                   | Krähen Hügel                   | 551               |
| Zajęcznik      |                   | Hasen Berg                     | 683               |
| Zasieka        |                   | Grenzberg, Grenz Berg          | 650               |
|                | Kozlík            | Kuischenberg                   | 787               |
|                | Mravenčí vrch     | Omsenberg                      | 836               |

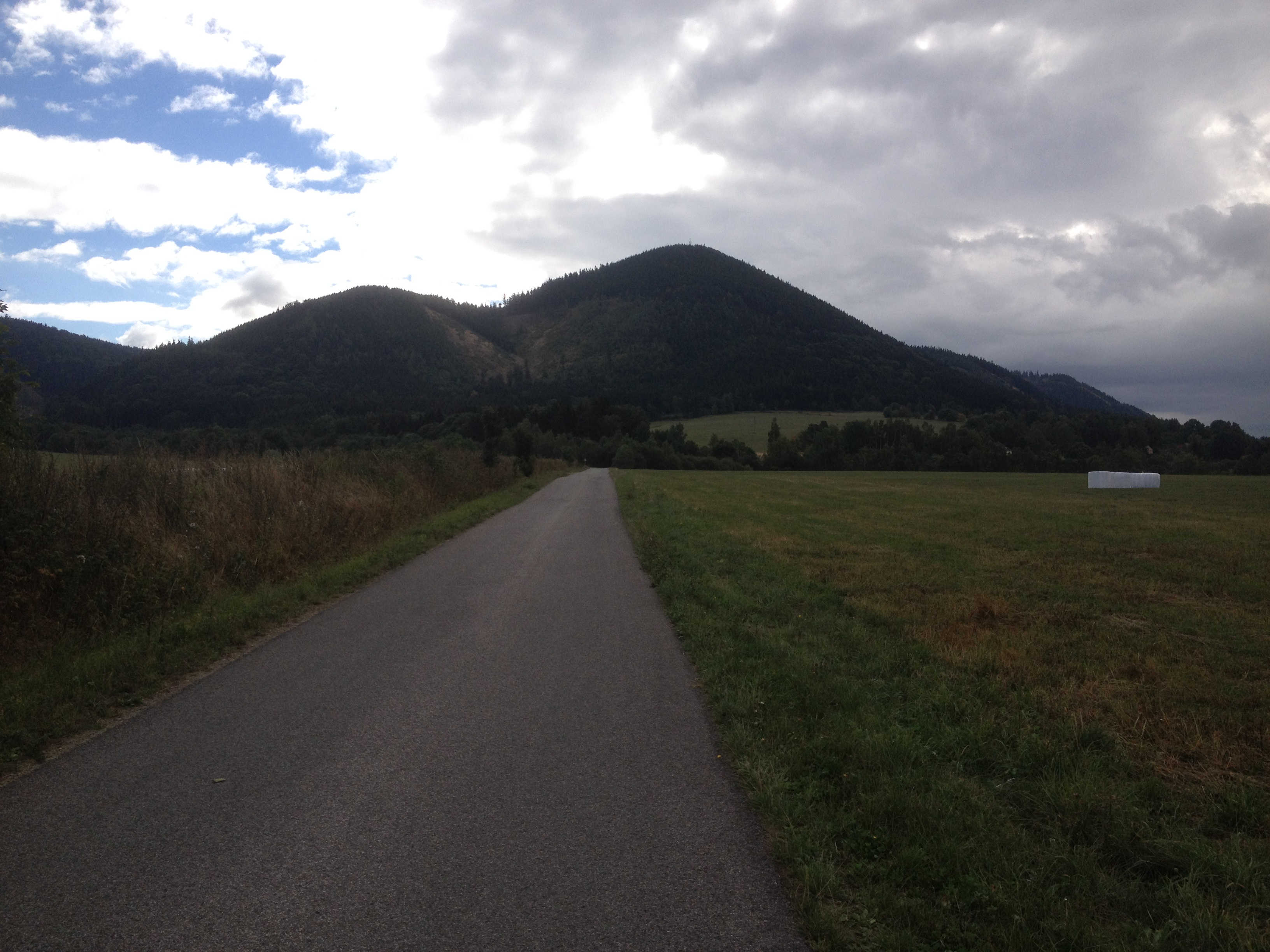
Královecký Špičák od strony Kralovca

Masyw Jańskiego Wierchu jest oddzielony od właściwych Gór Kruczych doliną Beczkowskiego Potoku (Bečkovský potok), dopływu Szkła, i wg czeskich geografów należy do pasma Jestřebí hory.

## Doliny
Najdłuższą doliną w Górach Kruczych jest Krucza Dolina (4,8 km), są również nieco krótsze:
Dlouhé údolí (2,1 km),
Krótki Dół (1,6 km),
Dolina Miłości (1,5 km.)
Długi Dół (1,2 km),
Przedni Dół (1,1 km)
Čerstova rokle (1 km)
Vodní údoli (0,7 km)

## Budowa geologiczna
Góry Krucze stanowią zachodnią część niecki śródsudeckiej. Zbudowane są z utworów czerwonego spągowca (dolnego permu), a ich zachodnie krańce i przedpole, również górnokarbońskich. Warstwy skalne zapadają generalnie ku wschodowi, ku centrum niecki i rozciągają się z południa na północ. Góry zbudowane są ze skał osadowych, głównie piaskowców, zlepieńców oraz wulkanicznych – porfirów i ich tufów, które tworzą najwyższe wzniesienia.

## Krajobraz
Góry Krucze cechują strome zbocza i głęboko wcięte doliny potoków. Obniżenia wypreparowane są w mniej odpornych piaskowcach i tufach, natomiast wzniesienia zbudowane są ze zlepieńców lub porfirów. W wielu miejscach występują niewielkie skałki.

## Roślinność
Góry Krucze pokryte są w większości lasami świerkowymi. Miejscami występują kwaśne buczyny. W rezerwacie „Kruczy Kamień” występuje rzadki, być może endemiczny, fiołek porfirowy.

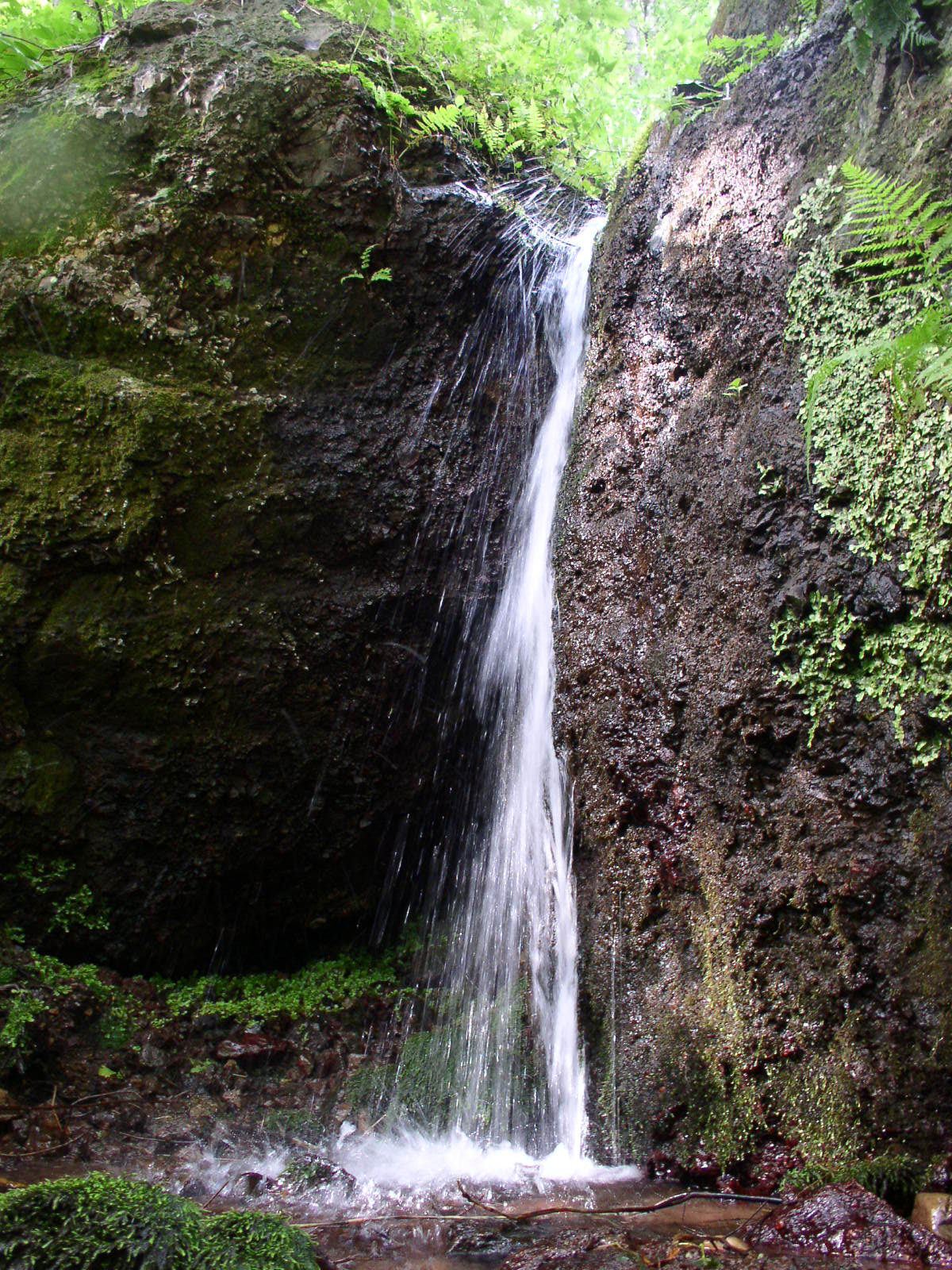

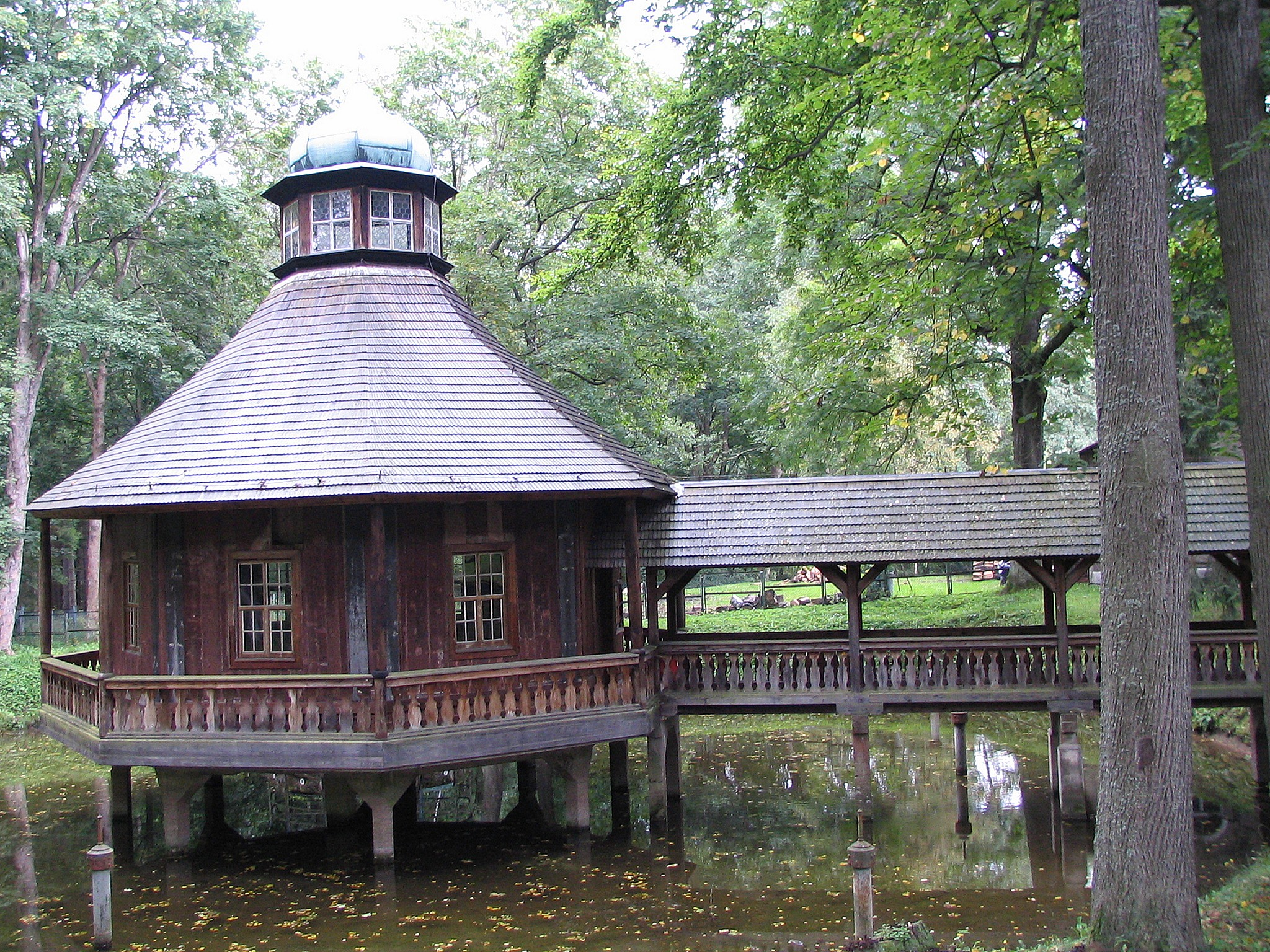
Betlejem – pawilon na wodzie

## Miejscowości
Po polskiej stronie
Betlejem, Błażejów, Błażkowa, Janiszów, Kamienna Góra, Lipienica, Lubawka, Okrzeszyn, Przedwojów, Uniemyśl
Po czeskiej stronie
Bečkov, Bernartice, Královec

## Atrakcje turystyczne
- Arado – podziemna trasa turystyczna
- Trzej Bracia
- Betlejem i Kalwaria Krzeszowska
- Kalwaria na Świętej Górze
- Kruczy Kamień
- Dolina Miłości
- Jański Wierch – skałki na wierzchołku i na zboczach
- Královecký Špičák – panorama ze szczytu
- Bečkovský vodopád